# 麥卡錫嶺
74°37′S 163°3′E / 74.617°S 163.050°E
麥卡錫嶺（英語：McCarthy Ridge）是南極洲的山嶺，位於維多利亞地的斯科特海岸，屬於艾森豪山脈的一部分，處於卡內恩冰川以西，美國地質調查局根據測量和該國海軍的空中照片繪入地圖。